# صلاح بية س
صلاح بية س هي قرية في مقاطعة كليبر، إيران. عدد سكان هذه القرية هو 177 في سنة 2006.